# Чамбарак
Чамбара́к (арм. Ճամբարակ) — город в Армении в Гегаркуникской области в верховьях реки Гетик. Расположен в 125 км от Еревана недалеко от границы с Азербайджаном. Через город проходят автомагистрали Берд-Чамбарак и Дилижан-Чамбарак.

## История
Основан в 1835—1840 годах русскими поселенцами, в основном молоканами из Саратовской губернии, под названием Михайловка. В 1920 году переименован в Кармир гюх (арм. Կարմիր գյուղ, в переводе с армянского, «красное село»). В 1972 году переименован в Красносельск, в 1991 году получил современное название Чамбарак (в переводе с армянского, «небольшой лагерь»).

## Население
Население, по данным переписи 2011 года, 5 850 человек, из них 50,43 % женщины, 49,57 % мужчины. Национальный состав: армяне, русские, курды. Доля русского населения значительно сократилась с 1991 года — из-за военных действий и неспокойной обстановки в этом приграничном с Азербайджаном населённом пункте во время Первой карабахской войны.
В 2023 году население — 5 482 человек.